# Orto botanico di Portici
L'Orto botanico di Portici è un giardino botanico di 20000 m² gestito dalla facoltà di agraria dell'Università degli Studi di Napoli Federico II. È situato in Via Università a Portici.

## Storia
Istituito nel 1872, insieme alla Reale scuola superiore di agricoltura, si sviluppa sui preesistenti giardini del parco superiore della Reggia di Portici. Il sito reale, fatto costruire da re Carlo di Borbone nella prima metà del XVIII secolo, prevedeva due giardini ornamentali di diversa ampiezza, organizzati alla francese, con l'impianto di agrumi. Entrato nella disponibilità patrimoniale del re d'Italia Vittorio Emanuele II di Savoia, l'intero complesso fu venduto all'amministrazione provinciale di  Napoli, che lo destinò all'alta formazione agraria.
La trasformazione dei giardini della Reggia in Orto Botanico si deve a Nicola Antonio Pedicino, primo professore di botanica della scuola, che intervenne su un'area di circa 9000 m² adattandola ai nuovi scopi scientifici e didattici. Nella sua parte più grande, nota come Giardino Soprano, vennero collocate piante perenni mentre in una più piccola, il Giardino Segreto, piante annuali e da studio. La successiva direzione di Orazio Comes impresse all'Orto un carattere di maggiore sperimentazione agraria con la coltivazione di diverse varietà di tabacco. Nel 1920 nasceva anche l'Orto Patologico, recuperando un'area precedentemente attribuita alla Stazione sperimentale per le malattie del bestiame.
Negli anni Trenta un rinnovato interesse per il complesso botanico si concretizzava nell'ampliamento delle collezioni esistenti specialmente con l'acquisizione di varietà esotiche provenienti dall'Orto botanico di Palermo. L'opera di sistemazione e arricchimento fu però interrotta nel 1943 a causa degli eventi bellici. L'occupazione alleata della Reggia e del parco ebbe conseguenze devastanti, con la distruzione di molte piante ed impianti in seguito al passaggio e allo stazionamento di mezzi pesanti. Nel 1948 venne avviata la ricostruzione e con l'ampliamento della superficie a 20.000 m² la realizzazione di tre aree distinte, un felceto, un palmeto e una serra per le piante succulente. Sotto la guida dell'allora direttrice Valeria Mezzetti Bambacioni non solo si ripararono i danni della guerra ma si gettarono anche le basi per il rilancio della struttura attraverso migliorie funzionali e l'ampliamento delle collezioni.
Il 16 giugno 2014 un violento evento atmosferico si abbatteva sulla struttura causando la perdita di una porzione importante del patrimonio arboreo e botanico
.

## Collezioni
I giardini attualmente contengono oltre 4000 esemplari che rappresentano circa 1000 specie. La più importante collezione sono le piante del deserto, che comprendono oltre 600 specie di agavaceae, aizoaceae, cactaceae (circa 400 specie), didiereaceae  ed euphorbiaceae. Di particolare interesse sono Gymnocalycium, Mammillaria e Rhipsalis; Alluaudia, Aloe e Kalanchoe dal Sudafrica e Madagascar; ed esemplari notevoli di Welwitschia mirabilis dal deserto del Sudafrica. Il giardino comprende anche palme, felci, conifere, piante carnivore e piante commestibili e medicinali, così come una serra riscaldata per le piante grasse (1000 m²).